# Kinburnska prevlaka
Kinburnska prevlaka (ukr. Кінбурнська коса) je pješčani sprud u Mikolajivskom rajonu, Mikolajivska oblast, Ukrajina. Jedini kopneni pristup prevlaci je kroz Hersonsku oblast. Zauzima najzapadniji dio Kinburnskog poluotoka, protežući se zapadno u Crno more između Dnjeparsko-buškog estuarija na sjeveru i zaljeva Jahorlik na jugu. Dug je 10 km, a širok oko 1 km na ulazu, sužavajući se na oko 100 metara na njegovoj zapadnoj polovici.
Tijekom ruske invazije na Ukrajinu, sprud su zauzele ruske snage 10. lipnja 2022. Rusija je utvrdila sprud i na njega postavila opremu za elektroničko ratovanje i koordinaciju raketnih i topničkih napada na obližnje ukrajinske položaje. Od ukrajinske protuofenzive u Hersonskoj oblasti 2022. koja je završila u studenom 2022., vraćeni teritorij sjeverno od zaljeva omogućio je ukrajinskim snagama da češće pokušavaju amfibijske desante na zaljev kako bi izviđanje za njegovo potencijalno ponovno zauzimanje.

## Povijest
Bitka kod Kinburna vodila se 12. listopada (N.S.)/1. listopada (O.S.) 1787. kao dio Rusko-turskog rata (1787. – 1792.).
Bitka kod Kinburna vodila se 17. listopada 1855. u sklopu Krimskog rata.
Do sredine 19. stoljeća na Kinburnskoj prevlaci nalazila se osmanska utvrda, koju su krajem 18. stoljeća zauzeli Rusi. Razrušena je nakon Krimskog rata 1853-1856 prema odredbama Pariškog ugovora (1856).[nedostaje izvor]

Tijekom kontrole Sovjetskog Saveza od 1922. do 1991. cijeli poluotok Kinburn imao je više od 1000 stanovnika u tri sela koja su se ondje nalazila i bio je poznat po uzgoju i berbi jagoda. Pobrano voće često bi se avionom prevozilo u Odesu za širu distribuciju na poljoprivrednim tržnicama. Otprilike nakon pada Sovjetskog Saveza 1991., broj stanovnika u sva tri sela je opao, a 2022. iznosio je ukupno oko 150; uzgoj i berba jagoda su u najvećoj mjeri prestali. To je dovelo do toga da Kinburn postane prirodni park u Ukrajini, čuvajući preostali ekosustav i divlje životinje, posebno jedinstvene kudrave pelikane koji tamo žive.
Većina prihoda od spruda prije invazije dolazila je od kampera, planinara i promatrača zvijezda koji su posjećivali Nacionalni park.

### Ruska invazija 2022.
Kinburnsku prevlaku ruske snage nisu zauzele na početku ruske invazije na Ukrajinu 2022. godine, već 4 mjeseca kasnije, 10. lipnja, nakon što su tamo svladale otpor ukrajinskih snaga. Ruska ofenziva djelomično je potpomognuta stalnim bombardiranjem ukrajinskih mornaričkih snaga u Očakivu u mjesecu pred zauzimanje, što je Ukrajini otežalo opskrbu tamošnjih trupa. Zauzimanje prevlake bila je jedna od posljednjih značajnih ruskih vojnih pobjeda na južnoj ukrajinskoj bojišnici 2022.
Tijekom okupacije ruske su snage rasporedile sustave elektroničkog ratovanja i koordinirale granatiranje desne obale Dnjepra i južne Ukrajine. Sprud je također korišten kao lansirno mjesto za raketne i topničke napade na položaje pod ukrajinskom kontrolom u Očakivu, južnoj Mikolajivskoj oblasti i obali Crnog mora. Na sprudu se nalazilo najmanje jedno skladište streljiva i potencijalno središte za kontrolu i obuku borbenih bespilotnih letjelica. Vjeruje se da je Rusija sprud dobro utvrdila četvrtastim betonskim bunkerima.
Rat nije imao samo destruktivan i destruktivan utjecaj na stanovnike koji su živjeli na Kinburnskoj pljusci, već i na jedinstvene biljke i divlje životinje kao što su vrste Centaurea breviceps i Centaurea Paczoskii, i njihov osjetljivi ekosustav. U svibnju 2022. požar na 4 000 hektara, izazvan raketama, nanio je trajnu štetu staništu višegodišnjih šuma i slanih močvara spruda.
Ukrajina je izvela prve zabilježene pokušaje izviđanja na sprudu u rujnu 2022. na savjet Ujedinjenog Kraljevstva. Napadi i udari nastavili su se tijekom rujna i u listopadu.

#### Dnjeparska kampanja (2022. – danas)
Nakon ruskog povlačenja sa zapadne obale rijeke Dnjepar tijekom ukrajinske protuofenzive u Hersonskoj oblasti 11. studenoga, sav preostali teritorij pod ruskom okupacijom u Mikolajivskoj oblasti, osim Kinburnske prevlake, ponovno su zauzele ukrajinske snage. Ukrajina je ponovno imala pristup ušću Dnjepra, iako plovidba Crnim morem još uvijek nije bila moguća. Očakiv je postao manje ranjiv na ruske topničke napade nakon pomaka na bojišnici, što je omogućilo ukrajinskim snagama da izvode napade s manje ometanja. Udaljen samo samo 4 km, preko tjesnaca, Očakiv je bio najbliže naselje sprudu , rusko povlačenje stavilo je Kinburnsku prevlaku u domet topništva. Dana 12. studenog ukrajinsko operativno zapovjedništvo Jug službeno je objavilo svoju namjeru da ponovno zauzme sprud.
U noći 13. studenoga, ukrajinske desantne grupe iz Očakiva pokušale su se iskrcati na sprudu kod Pokrovske nakon izvođenja ograničenih napada i iskrcavanja malih čamaca prethodnih dana. Izvješća da je operacija bila uspješna kružila su uglavnom ukrajinskim društvenim mrežama sve dok Oružane snage Ukrajine 15. studenoga to nisu službeno demantirale. Dana 14. studenoga, ruske su snage lansirale rakete S-300 na Očakiv, s ciljem prekida ukrajinske vatrene kontrole nad sprudom i onemogućavanja budućih pokušaje iskrcavanja. Dana 16. studenoga ukrajinsko operativno zapovjedništvo Jug izvijestilo je da su njihove snage izvele više od 50 napada oko spruda kako bi prekinule rusko granatiranje i elektroničko ratovanje. U udarima je navodno ubijeno 17 ruskih vojnika i oštećeno 18 komada vojne opreme. Dana 18. i 19. studenoga, ukrajinski napadi su se navodno nastavili, uspješno gađajući koncentracije ruskih snaga i opreme. Dana 21. studenoga, ukrajinska voditeljica press centra Sigurnosno-obrambenih snaga Operativnog zapovjedništva Jug Natalia Humeniuk službeno je potvrdila da Ukrajina provodi vojne operacije na sprudu, ali je pozvala na operativnu šutnju, što je dan kasnije potvrdio CSCIS koji je rekao da ukrajinske snage još nisu službeno zauzele teritorij. Zajedno s izvješćima o kontinuiranom ruskom granatiranju Očakiva, satelitske snimke koje je 27. studenoga prikazao Institut za proučavanje rata (ISW) otkrile su da su od otprilike povlačenja 11. studenoga ruske snage utvrdile 3 km široki pojas zemlje koji odvaja sprud od kopna Hersonske oblasti.
 
Dana 28. studenoga ruske su snage deportirale posljednjih preostalih 37 stanovnika iz ionako rijetko naseljenog područja, budući da su se tamo nastavile vojne operacije. Dana 22. prosinca, Volodymyr Saldo, a nakon njega još jedan ruski izvor 24. prosinca, tvrdio je da su ukrajinske snage redovito granatirale sprud dalekometnim topništvom i da su kao rezultat toga uništile zgradu ruske luke, ali da su opetovani napadi odbijeni.

## Regionalni krajobrazni park
Regionalni krajobrazni park Kinburn Foreland obuhvaća 17.890 hektara, od čega je 5631 ha pokriveno vodom.
Namjene parka:
- Očuvanje biološke i krajobrazne raznolikosti
- Organizirano djelovanje građana
- Kulturno-prosvjetna djelatnost
- Lokalne potrebe

Odgovornost za usklađenost sa zakonodavstvom o zaštiti okoliša, planiranje i razvoj teritorija dodijeljeni su upravi parka, koja se nalazi u Očakivu.

## Flora i fauna
Kinburnsko područje je jedinstveni prirodni kompleks pijeska Donjeg Dnjepra koji se sastoji od mozaika pješčanih stepa, raznih močvara i umjetnih plantaža borova. Zaštićeno vrijeme pridonosi velikom vegetacijskom području na prednjem dijelu u kombinaciji bujne zeljaste vegetacije s borovom i hrastovom šumom. Močvare se mogu naći u istočnom dijelu.
Na predjelu se uočava značajan broj endemičnih, rijetkih i ugroženih vrsta zaštićenih biljaka. Oko 60 vrsta koje se ovdje nalaze nalaze se na Ukrajinskom crvenom popisu. Više od 15 vrsta faune su endemske za regiju. Kinburnsko područje dio je prirodnih migracijskih ruta mnogih vrsta ptica, gdje se koncentriraju, gnijezde i zimuju. Zaljev Yagorlitsky, s otocima, predjelima i kopnenim jezerima, smatra se močvarama od međunarodnog značaja.

## Vanjske poveznice
- Kinburn Spit u Enciklopediji Ukrajine
- Opis (ukr.)
- Odluka o dobivanju statusa regionalnog parka.
- Službena web stranica parka Kinburn Foreland
- Publikacije parka Kinburn Foreland